# خروسک‌ماهی
خروسک‌ماهی‌ها نوعی ماهی‌های کف‌زی از خانوادهٔ خروسک‌ماهیان (Triglidae) هستند.
بیشتر گونه‌های آن‌ها ۳۰ تا ۴۰ سانتی‌متر درازا دارند.
از گونه‌های موجود در آب‌های جنوبی ایران می‌توان خروسک شاخ‌گاوی را نام برد.
خروسک‌ماهیان در حال حرکت به جلو، باله‌های سینه‌ای آزاد خود را برای نمونه‌برداری از کف بکار می‌برند.